# Maciej Kusaj
Maciej Kusaj (ur. 25 maja 1988 roku w Częstochowie) – polski siatkarz, grający na pozycji rozgrywającego w klubie BBTS Bielsko-Biała. W sezonie 2009/2010 reprezentował barwy AZS-u UWM Olsztyn.

## Kluby
- 2007–2009  BBTS Bielsko-Biała
- 2009–2010  AZS UWM Olsztyn
- 2010–  BBTS Bielsko-Biała
- 2012–2013  VC Argex Duvel Puurs